# Kaštel Celio Cega
Kaštel Celio Cega je stara utvrda u Kaštel Starom.
Godine 1485.trogirski knez izdaje dozvolu za gradnju kaštela trogirskom plemiću Leonu Andreisu u predjelu Gostinj (u Kaštel Starom). Zbog blizine kaštel Koriolana Ćipika oko kaštela nije formirano naselje. Po povjesničaru Pavlu Andreisu (rođenom oko 1610.) piše da su Andreisi zamijenili s Ceginima za njihov kaštel, koji je bio dotrajao i obnovili s ga velikim troškom. Ako je došlo do zamjene kaštela, onda su Celio Cege sa svoga bivšeg kaštela prenijeli ploču s natpisom o njegovoj gradnji 1501.godine na dotadašnji Andreisov kaštel, koji je prešao u njihovo vlasništvo, te se on danas naziva kaštel Celio Cega. Obitelj Celio Cega daruje svoju zemlju uz bedeme naselja za izgradnju župske crkve sv. Ivana Krstitelja.